# Гануш, Игнац Ян
Игнац Ян Гануш (чеш. Ignác Jan Hanuš; 28 ноября 1812[…], Прага, Земли Чешской короны[…] — 19 мая 1869[…], Прага, Цислейтания[…]) — чешский, учёный, профессор, библиотекарь.
Автор ряда трудов, опубликованных на чешском и немецком языках.

## Биография
Родился 28 ноября 1812 года в Праге.
Учился в Пражской гимназии Старого города, где одним из его преподавателей был профессор Йозеф Юнгманн. Затем Игнац Ян окончил в 1831 году Философский факультет Карлова университета. Чтобы получить возможность для размышлений после окончания университета, уединился в Страговский монастырь ордена премонстрантов. Однако вскоре он покинул его и продолжил своё образование, изучая право в Венском университете, где с 1835 года работал адъюнктом философии.
Год спустя Гануш получил степень доктора философии в Праге и стал профессором Львовского университета (ныне Львовский национальный университет имени Ивана Франко). Установил связи со многими польскими и украинскими коллегами, изучал славянскую мифологию. Результатом его исследования стала работа на немецком языке «Die Wissenschaft des slawischen Mythus» (1842).
В 1847 году Игнац Ян Гануш поступил работать на философский факультет Палацкого университета в Оломоуце, где преподавал историю философии и этики. Год спустя он стал редактором газеты «Die Neue Zeit». Во время революции 1848—1849 годов в Австрийской империи он стал участником организаций, связанных с Чешским национальным возрождением.
Он вернулся в Прагу в 1849 году и стал лектором в Пражском университете, читал лекции на немецком и чешском языках, был специалистом по творчеству Томаша Штитного. Был уволен из университета в 1852 году за преподавание философии Георга Гегеля, а не официально одобренных идей Иоганна Гербарта.
После Гануш давал частные уроки и посвятил себя личным исследованиям. Он стал членом Королевского чешского  общества наук и руководителем его библиотеки. Был почетным членом Императорского Русского археологического общества.
В 1860 году Игнац Ян Гануш принял управление Национальной чешской библиотекой после попытки самоубийства её директора Павела Шафарика. Он увеличил количество сотрудников, реорганизовал библиотечный каталог, расширил читальный зал и продлил часы его работы.
Умер 19 мая 1869 года в Праге после перенесённого инсульта. Был похоронен на городском Ольшанском кладбище.